# Cap d'Agde
Cap d'Agde è una località turistica francese costruita a partire dal 1970 nel comune di Agde, dipartimento dell'Hérault, nella regione storica Linguadoca-Rossiglione.

## Turismo
È dotata di un porto turistico con capacità di ormeggiare oltre 3100 imbarcazioni con lunghezza fino a 17 metri. Il suo sviluppo turistico è abbastanza recente, risalendo agli inizi degli anni settanta, ma si è ormai affermata come una delle località più frequentate della costa mediterranea francese.
Il porto Naturista -Port Ambonne - ha invece una capacità di ormeggio di 300 posti, per imbarcazioni da 4 a 10mt.

### Naturismo
È conosciuta soprattutto per il suo villaggio naturista, una zona destinata al naturismo affacciata su 2 km di spiaggia, completamente autonoma e dotata di diversi alberghi, negozi, un porticciolo turistico, un ufficio postale e diverse banche. Il luogo è anche famoso per la pratica dello scambismo.